# هات راد کاندومز
هات راد کاندومز (انگلیسی: Hot Rod Condoms) مجموعه ای از کاندوم‌ها است که توسط شرکت آمریکایی کینیون اینترپرایز مستقر در ایالات متحده تولید و توزیع می‌شود. این برند در سال ۱۹۹۴ توسط بنیانگذار و رئیس جان کینیون راه اندازی شد.
در اکتبر ۲۰۰۲، هات راد کاندومز، کاندوم اسپیداستریپ (Speedstrip Applicator) خود را معرفی کرد که اولین کاندوم با اپلیکاتور داخلی بود و در سراسر جهان به بازار عرضه شد. اپلیکاتور ثبت شده، گذاشتن کاندوم را به سرعت و به راحتی آسان می‌کند. این همچنین یکی از اولین کاندوم‌های " جدید " بود که استانداردهای سازمان غذا و دارو آمریکا را برای پیشگیری از بیماری و پیشگیری از بارداری برآورده کرد.
در سال ۲۰۰۴، هات راد کاندومز شروع به حمایت از برنامه‌های شبکه‌های اسپایس تلویزیون پلی‌بوی از جمله: Spice Live , Spice Clips , The Nooner و Unzipped کرد. Spice Live اولین کانال کابلی زنده تعاملی بزرگسالان بود و با کیفیت بالا پخش شد.